# Heinrici
Heinrici ist ein deutscher Familienname.

## Herkunft und Bedeutung
Heinrici ist eine latinisierte Variante des Namens Heinrich.

## Namensträger
- August Heinrici (1812–1881), deutscher Pfarrer und Abgeordneter in Ostpreußen
- Carl Heinrici (1876–1944), deutscher Jurist, Verwaltungsbeamter und Politiker
- Daniel Heinrici (1615–1666),  deutscher lutherischer Theologe
- Georg Heinrici (1844–1915), deutscher evangelischer Theologe
- Gotthard Heinrici (1886–1971), deutscher General
- Klaus Peter Heinrici (1928–2017), deutscher Architekt
- Louis Heinrici (1847–1930?), deutscher Industrieller